# Greigia columbiana
Greigia columbiana är en gräsväxtart som beskrevs av Lyman Bradford Smith. Greigia columbiana ingår i släktet Greigia och familjen Bromeliaceae.

## Underarter
Arten delas in i följande underarter:
- G. c. columbiana
- G. c. subinermis